# Internationales Abitur
Ein internationales Abitur ist ein zweisprachiger Schulabschluss, der zur Hochschulreife führt. Dieses Angebot gibt es in manchen Schulen in Deutschland, aber auch im Ausland.
Zu dieser Klasse von Schulabschlüssen gehören unter anderem:
- AbiBac, deutsch-französisches Abitur
- Deutsche Internationale Abiturprüfung, Abschlussprüfung an deutschen Auslandsschulen
- Europäisches Abitur, Abschluss einer Europäischen Schule
- International Baccalaureate, international anerkannter Schweizer Schulabschluss
- Zweisprachiges Abitur, zweisprachiger Unterricht bis zum Abitur